# Teoría de la negociación
Los fundamentos de la teoría de negociación son el análisis de decisión, el comportamiento a la toma de decisión, la teoría del juego, y el análisis de negociación. Otra clasificación de las teorías distingue entre análisis estructural, análisis estratégico, análisis de procesos, análisis integrador y el análisis del comportamiento de las negociaciones.
Las personas deben tomar decisiones independientes e interactivas; el análisis de la negociación considera cómo los grupos de personas razonablemente brillantes deben y pueden tomar decisiones conjuntas y de colaboración. Estas teorías son entrelazadas y deben ser abordados desde la perspectiva sintética.

## Supuestos comunes de la mayoría de las teorías
La negociación es una versión especializada y formal de la resolución de conflictos empleada con mayor frecuencia cuando las cuestiones importantes deben ser acordadas. La negociación es necesaria cuando una de las partes requiere el consentimiento de la otra parte para lograr su objetivo. El objetivo de la negociación es la construcción de un entorno compartido que lleva a la confianza a largo plazo e implica a menudo un tercero, neutral para eliminar los temas de las emociones y mantener a los individuos concentrados. Es un poderoso método para la resolución de conflictos y requiere habilidad y experiencia. Zartman define la negociación como "un proceso de combinación de posiciones en conflicto en una posición común en una regla de decisión de unanimidad, un fenómeno en el que el resultado es determinado por el proceso."
La mayoría de las teorías de las negociaciones comparten la noción de negociación como un proceso, pero difieren en su descripción del proceso.
Los análisis estructurales, estratégicos y procedimentales acumulados de actores racionales, son capaces de priorizar objetivos claros y de hacer intercambios entre valores en conflicto, son consistentes en su patrón de comportamiento y son capaces de tomar en cuenta la incertidumbre.
Las negociaciones difieren de coacción, en esas partes negociadoras se tiene la posibilidad teórica de retirarse de las negociaciones. Es más fácil estudiar las negociaciones bilaterales, en oposición a las negociaciones multilaterales.

## Análisis estructural
El análisis estructural se basa en una distribución de elementos en dos partes negociadoras. La teoría estructural se aleja de las nociones realistas tradicionales de poder en la que no solamente considera poder para ser una posesión, que se manifiesta por ejemplo en los recursos económicos o militares, pero también piensa en el poder como una relación.
Basándonos en la distribución de los elementos, en el análisis estructural nos encontramos bien con poder simétrico entre las partes igualmente fuertes o poder asimétrico entre una parte fuerte y una parte más débil. Todos los elementos de las respectivas partes pueden obtener poder al constituir su estructura. Pueden ser de naturaleza material, es decir, el poder duro, (como las armas o de carácter social, es decir el poder blando, (tales como normas, contratos o precedentes).
Éstos elementos instrumentales de poder, se definen ya sea como posición relativa (posición de recursos) de las partes o como su capacidad relativa para hacer prevalecer sus opciones.
El análisis estructural es fácil de criticar, porque predice que el más fuerte siempre va a ganar. Sin embargo, esto no siempre es cierto.

## Análisis estratégico
De acuerdo con el análisis estructural, las negociaciones, por lo tanto se pueden describir conmatrices, tales como el dilema del prisionero, un concepto tomado de la teoría de juegos. Otro juego común es el dilema de la gallina.
El análisis estratégico comienza con el supuesto de que ambas partes tienen un derecho de veto. Por lo tanto, en esencia, las partes negociadoras pueden cooperar (C) o en defecto (D). El análisis estructural luego evalúa los posibles resultados de las negociaciones (C, C; C, D, D, D, D, C), mediante la asignación de valores a cada uno de los posibles resultados.
A menudo, la mejor cooperación de ambos lados obtiene el mejor resultado. El problema es que las partes nunca pueden estar seguros de que el otro va a cooperar, principalmente por dos razones: en primer lugar, las decisiones se toman al mismo tiempo y, en segundo lugar, las concesiones de un lado podrían no ser devueltos. Por lo tanto, las partes tienen incentivos contradictorios a cooperar o no. Si una de las partes colabora o hace una concesión y el otro no, el partido podría desertar relativamente ganar más.
La confianza se puede construir sólo en juegos repetitivos a través de la aparición de patrones fiables de comportamiento.

## Análisis de procesos
El análisis de procesos es la teoría más cerca de regateo. Las partes comienzan a partir de dos puntos y convergen a través de una serie de concesiones. Al igual que en el análisis estratégico, ambas partes tienen derecho a veto (por ejemplo, vender, no vender, pagar, no pagar). El análisis de procesos también cuenta con supuestos estructurales, porque un lado puede ser más débil o más fuerte que el otro (por ejemplo, con más ganas de vender, o si no están dispuestos a pagar un precio determinado). El análisis de procesos se centra en el estudio de la dinámica de los procesos. Por ejemplo tanto Zeuthen y Cross trataron de encontrar una fórmula para predecir el comportamiento de la otra parte en la búsqueda de una tasa de concesión, con el fin de predecir el resultado probable.
El proceso de negociación, por lo tanto es considerado a desarrollarse entre puntos fijos: el punto de partida de la discordia y el punto final de la convergencia. El punto de la seguridad, es el resultado de la retirada opcional y también se tiene en cuenta.

## Análisis integrador
El análisis integrador divide el proceso en etapas sucesivas, en lugar de hablar sobre los puntos fijos. Se extienden etapas de análisis a las negociaciones previas, en las que los partidos hacen los primeros contactos. El resultado se explica como el rendimiento de los actores en diferentes etapas. Las etapas pueden incluir negociaciones previas, la búsqueda de una fórmula de distribución, comportamiento cresta o de asentamiento.

## Negociación de mala fe
La mala fe es un concepto en la teoría de la negociación en el cual las partes pretenden razón para llegar a una solución, pero no tienen intención de hacerlo, por ejemplo, un partido político puede pretender negociar, sin intención de prometer un efecto político.

### Modelo de mala fe inherente a las relaciones internacionales y la psicología política
La mala fe en la ciencia política y en la psicología política se refiere a las estrategias de negociación en los que no hay voluntad real de llegar a un compromiso, o un modelo de procesamiento de la información. El "modelo de mala fe inherente" del procesamiento de la información es una teoría en la psicología política que primero se extendió por Ole Holstipara explicar la relación entre las creencias de John Foster Dulles y su modelo de procesamiento de la información. Es el modelo más estudiado del oponente de uno. Un estado es presuntamente hostil y sus contra indicadores de éste se ignoran. Ellos son despedidos como estratagema de propaganda o signos de debilidad. Ejemplos son la posición de John Foster Dulles con respecto a la Unión Soviética, o la posición inicial de Israel en la Organización para la Liberación de Palestina.